# Polska Stacja Polarna, Hornsund
Die Polska Stacja Polarna, Hornsund ist eine polnische Polarforschungsstation auf dem norwegischen Inselarchipel Svalbard. Sie befindet sich in Isbjørnhamna im Hornsund-Fjord, an der Südküste des Wedel-Jarlsberg-Landes.

## Station

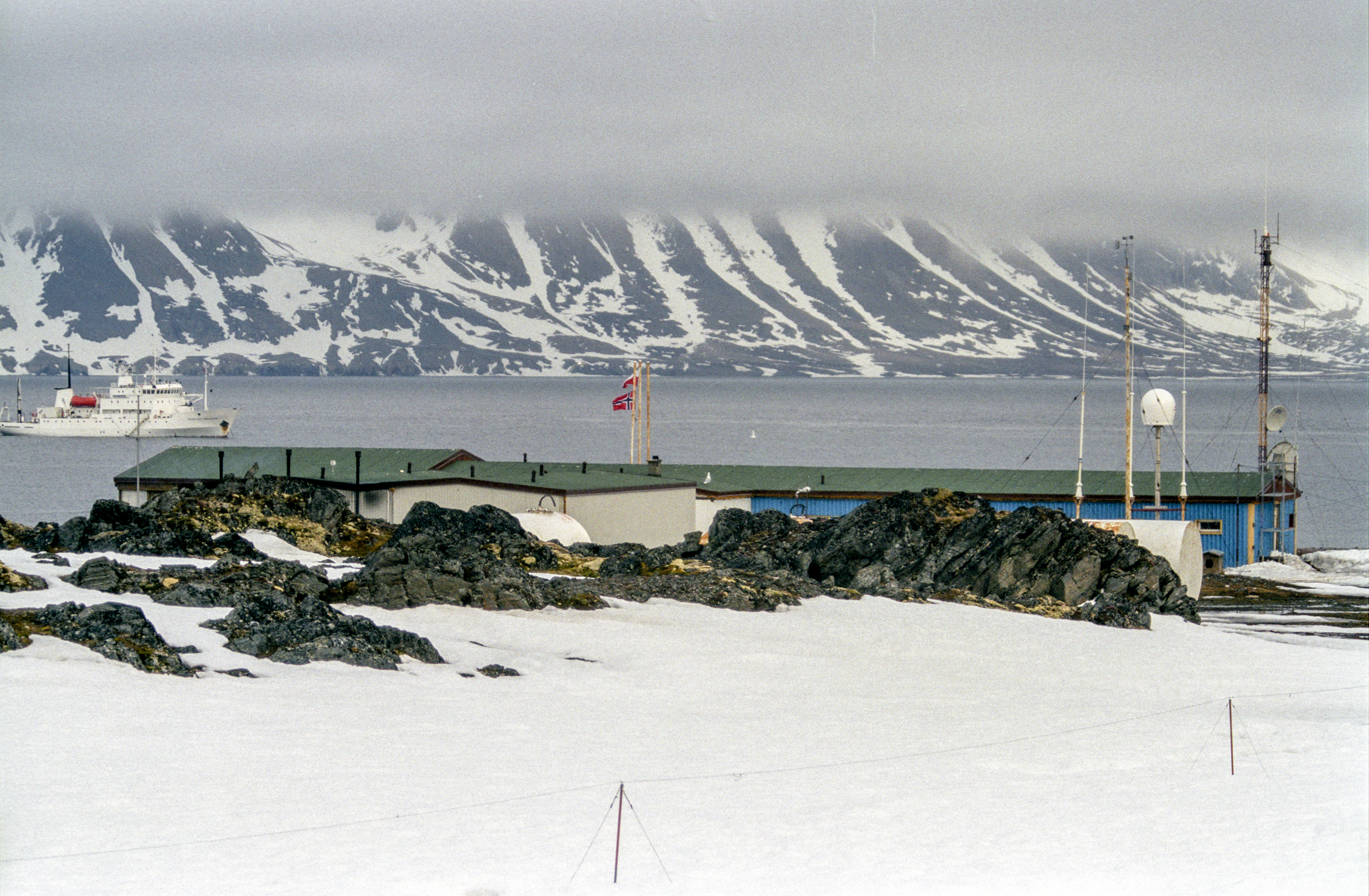
Polnische Forschungsstation am Hornsund

Die Station wird vom geophysikalischen Institut der Polnischen Akademie der Wissenschaften betrieben und befindet sich im Süden der Insel Spitzbergen (der größten Insel des Svalbard-Archipels) im Hornsund-Fjord an der Eisbärenbucht (Isbjørnhamna). Sie ist etwa 10 Meter über dem Meeresspiegel gelegen und landeinwärts von Bergen umgeben. Die beiden nächstgelegenen sind der Fugleberget (569 Meter) und Ariekammen (517 Meter). Die Forschungsstation liegt im Sør-Spitsbergen-Nationalpark.

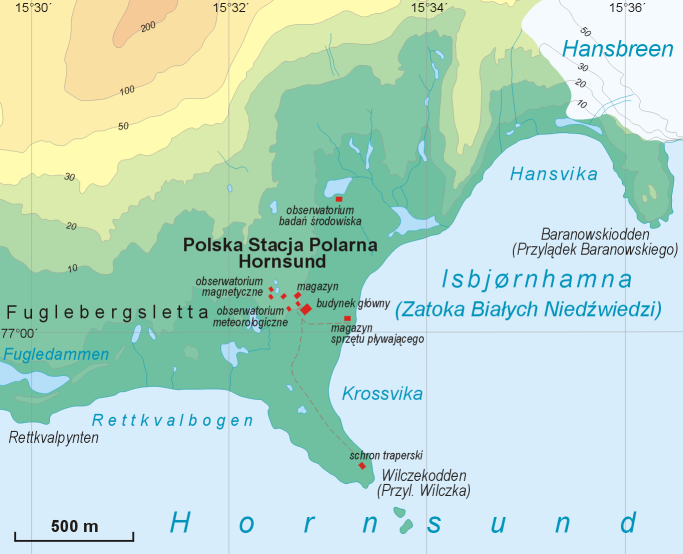
Karte der Forschungsstation

Polen betreibt an diesem Standort Forschungsaktivitäten als eine der Nationen, die den Spitzbergenvertrag mit unterschrieben haben – einen seit 1920 bestehenden völkerrechtlichen Vertrag, der Norwegen die Souveränität über Svalbard zugesteht, aber den Unterzeichnerstaaten ermöglicht, ökonomisch gleichberechtigt tätig zu sein. Die erste große wissenschaftliche Expedition der Polnischen Akademie der Wissenschaften zum Hornsund erfolgte im Jahr 1957, bei der auch die Station errichtet wurde. Von 1961 bis 1977 wurde sie in den Sommermonaten von polnischen Wissenschaftlern, bis zur Gründung des Nationalparks 1973 zeitweilig auch von Jägern genutzt. Seit ihrer Modernisierung im Jahr 1978 ist sie das ganze Jahr hindurch besetzt. In unmittelbarer Nähe zur Station, auf der Halbinsel Wilczekodden, haben polnische Wissenschaftler im Jahr 1982 ein zehn Meter hohes Kreuz aufgestellt.
Im Sommer 2013 lebten und arbeiteten 10 Wissenschaftler in der Forschungsstation.

## Flora und Fauna
Die flachen Küstenbereiche um die Station sind mit artenreicher Tundrenvegetation bedeckt. Die umgebenden Berghänge und Kliffs sind im Sommer Brutplatz für zahlreiche Meeresvögel. Die am häufigsten vorkommende Art ist der Krabbentaucher. Polarfüchse und Rentiere sind um die Station ebenfalls anzutreffen. Zudem ist der Hornsund für Eisbären die wichtigste Durchzugsschneise zwischen dem westlichen Teil Spitzbergens und dem Storfjord im Osten.

## Forschung
Seit der Gründung der Station haben sich die Forschungsschwerpunkte je nach Bedarf geändert. Gegenwärtig wird Forschung vor allem auf dem Gebiet der Atmosphären- und Geowissenschaften betrieben. So deckt die Forschung in der Station u. a. die Bereiche Meteorologie, Seismologie, Geomagnetismus und auch die Glaziologie ab. Neben der polnischen Besatzung gibt es in der Station auch Kapazitäten, andere Wissenschaftler für ihre eigenen Tätigkeiten unterzubringen.